# Groupama
Groupama — французская взаимная страховая группа, специализирующаяся в области аграрного страхования.
Groupama (сокращение от Groupe des Assurances Mutuelles Agricoles, Группа взаимного аграрного страхования) образовалась в 1986 году объединением нескольких аграрных страховых компаний. Первая такая страховая компания была основана фермерами Роны в 1840 году.
Страховые премии за 2020 год составили 14,4 млрд евро, из них 7 млрд пришлось на страхование жизни и медицинское страхование, 7,2 млрд — страхование имущества и от несчастных случаев, 21 % — медицинское страхование, инвестиционный доход — 197 млн евро.
Основным рынком является Франция, на неё приходится 12 млрд евро страховых премий, 6,5 млн клиентов и 25 тысяч сотрудников. На зарубежные операции приходится 2,2 млрд евро страховых премий, 5 млн клиентов и 6 тысяч сотрудников; группа работает в Болгарии, Венгрии, Румынии, Словакии, Хорватии, Греции, Италии, Тунисе, Турции, КНР. Также представлена во франкоязычных странах и территориях Латинской Америки и Карибских островов (Гайана, Мартиника, Гваделупа и другие).